# Romano Dalasseno
Romano Dalasseno (in greco Ρωμανός Δαλασσηνός?; prima del 998 – dopo il 1039) era un aristocratico bizantino e governatore del thema di Iberia.

## Biografia
Romano era figlio di Damiano Dalasseno (ucciso nel 998), il primo membro conosciuto della nobile famiglia dei Dalasseni. Aveva due fratelli maggiori, Costantino Dalasseno e Teofilatto Dalasseno.
Poco si sa della sua vita, con solo un breve riferimento nella Storia di Giovanni Scilitze e alcuni sigilli e un'iscrizione su una porta di Teodosiopoli. Da queste fonti si sa che fu protospatario e catapano (governatore militare anziano) della grande provincia militare d'Iberia. Nicholas Adontz stimava il suo incarico tra il 1023 e il 1026 circa, mentre Werner Seibt lo collocava tra il 1031 e il 1034 circa.
Nel 1039, insieme al resto della famiglia, fu bandito dall'imperatore Michele IV il Paflagone.